# فلافيو بينتو دي سوزا
فلافيو بينتو دي سوزا (بالبرتغالية: Flávio Pinto de Souza‏) هو لاعب كرة قدم برازيلي في مركز الدفاع، ولد في 12 مارس 1980 في نيتيروي في البرازيل. شارك مع منتخب البرازيل لكرة القدم. أما مع النوادي، فقد لعب مع أريس تسالونيكي وبوتافوغو ريغاتاس ونادي أستيراس تريبوليس ونادي سانتوس ونادي فلومينينسي ونادي فيغورينسي ونادي كريسيوما ونادي لاريسا.

## وصلات خارجية
- فلافيو بينتو دي سوزا على موقع قاعدة بيانات كرة القدم.إي يو (الإنجليزية)
- فلافيو بينتو دي سوزا على موقع أوليمبيديا (الإنجليزية)